# Lestoididae
Lestoideidae es una familia monotípica de caballitos del diablo. El único género de esta familia es el género Lestoidea, que conlleva 4 especies. La familia es endémica de las riveras de la Selva del noreste de  Queensland. Lestoideidae es una familia aceptada pero es importante distinguir el género Lestoidea de la superfamilia Lestoidea (sinónimo de Calopterygoidea) puesto que poseen igual gramática, la superfamilia se basa en el género Lestes. La posición taxonómica de Lestoidea es compleja debido a que sus miembros poseen características que son propias de la superfamilia Calopterygoidea, o también dentro de la familia Diphlebiidae.

## Especies
El género Lestoidea posee 4 especies. Todas las especies son conocidas a nivel de nombre común (en inglés) y se les llama en conjunto "bluestreaks":
- Lestoidea barbarae (Bluestreak Grande)
- Lestoidea brevicauda (Bluestreak Cola Corta)
- Lestoidea conjuncta (Bluestreak Común)
- Lestoidea lewisiana (Bluestreak Mount Lewis )

## Características
Las cuatro especies de zygopteros lestoididos son de tamaño medio, son de color café oscuro al negro con los lados del tórax de color amarillo, naranjo o rojizo y con marcas similares por el cuerpo. En cuanto a la venación alar la zona anterior de la horqueta del arculus se encuentra más cercana al arculus que al subnodo y el pterostigma es largo, muy similar a las especies en el género Lestidae pero la celda discoidal posee un término romo. La vena es corta de solo 1 a 2 celdas de largo. La vena anal es vestigial, similar a las familias Isostictidae y Protoneuridae. Las larvas son cortas y las agallas se encuentran dispuestas en sacos o son agallas lamelares caudales de puntas peludas como en las familias Megapodagrionidae y Diphlebiidae (?).